# Liste der italienischen Meister im Skeleton
Die Liste der italienischen Meister im Skeleton umfasst alle Sportler, die sich bei den nationalen Meisterschaften Italiens im Skeleton auf den ersten drei Rängen platzieren konnten.

## Platzierungen

### Einer der Männer
Für 1994 liegen nicht alle Angaben vor.
| Jahr | Ort     | Meister            | Vize               | Dritter               |
| ---- | ------- | ------------------ | ------------------ | --------------------- |
| 1992 | Cortina | Oliver Filippin    | Marco Filippin     | –                     |
| 1993 | Cortina | Marco Filippin     | Renato Bussola     | Oliver Filippin       |
| 1994 | Igls    | Emmanuel Pilloni   | ?                  | ?                     |
| 1995 | Igls    | Renato Bussola     | Hubert Lageder     | Arthur Schlechleitner |
| 1996 | Igls    | Renato Bussola     | Christian Steger   | Paolo Farina          |
| 1997 | Igls    | Renato Bussola     | Paolo Farina       | Christian Steger      |
| 1998 | Igls    | Christian Steger   | Renato Bussola     | Paolo Farina          |
| 1999 | Igls    | Stefano Maldifassi | Christian Steger   | Renato Bussola        |
| 2000 | Igls    | Stefano Maldifassi | Renato Bussola     | Christian Steger      |
| 2001 | Igls    | Stefano Maldifassi | Renato Bussola     | Christian Steger      |
| 2002 | Igls    | Stefano Maldifassi | Renato Bussola     | Reinhold Pescosta     |
| 2003 | Igls    | Stefano Maldifassi | Renato Bussola     | Christian Steger      |
| 2004 | Igls    | Maurizio Oioli     | Stefano Maldifassi | David Mair            |
| 2005 | Cesana  | Alberto Polacchi   | Maurizio Oioli     | Nicola Drocco         |
| 2006 | Cesana  | Alberto Polacchi   | Maurizio Oioli     | Nicola Drocco         |
| 2007 | Cesana  | Alberto Polacchi   | Nicola Drocco      | Maurizio Oioli        |
| 2008 | Cesana  | Nicola Drocco      | Giovanni Mulassano | Maurizio Oioli        |
| 2009 | Cesana  | Maurizio Oioli     | Alberto Polacchi   | Nicola Drocco         |
| 2010 | Cesana  | Maurizio Oioli     | Nicola Drocco      | Marco Zoccolan        |
| 2011 | Cesana  | Maurizio Oioli     | Giovanni Mulassano | Marco Zoccolan        |
| 2012 | Igls    | Maurizio Oioli     | Giovanni Mulassano | Marco Zoccolan        |
| 2013 | Igls    | Joseph Cecchini    | Marco Zoccolan     | Giovanni Mulassano    |
| 2014 | Igls    | Mattia Gaspari     | Giovanni Mulassano | Andrea Famengo        |
| 2015 | Igls    | Joseph Cecchini    | Mattia Gaspari     | Nico Lestingi         |

### Einer der Frauen
Die Athletinnenanzahl in Italien ist noch sehr gering, aber im Steigen begriffen. Die erste Meisterschaft wurde 1999 ausgetragen.
| Jahr | Ort    | Meister            | Vize                      | Dritter                   |
| ---- | ------ | ------------------ | ------------------------- | ------------------------- |
| 1999 | Igls   | Dany Locati        | Lucia Sitzia              | Valentina Graziosi        |
| 2000 | Igls   | Dany Locati        | Lucia Sitzia              | Ilaria Sitzia             |
| 2001 | Igls   | Dany Locati        | Lucia Sitzia              | Ilaria Sitzia             |
| 2002 | Igls   | Lucia Sitzia       | Dany Locati               | Ilaria Sitzia             |
| 2003 | Igls   | Dany Locati        | Kathrin Huber             | Costanza Zanoletti        |
| 2004 | Igls   | Dany Locati        | Kathrin Huber             | Judith Huber              |
| 2005 | Cesana | Costanza Zanoletti | Dany Locati               | Kathrin Huber             |
| 2006 | Cesana | Costanza Zanoletti | Dany Locati               | Lucia Sitzia              |
| 2007 | Cesana | Costanza Zanoletti | Teresita Bramante Vallana | Germana Gili              |
| 2008 | Cesana | Costanza Zanoletti | Teresita Bramante Vallana | Elisa Vottero             |
| 2009 | Cesana | Costanza Zanoletti | Teresita Bramante Vallana | Elisa Vottero             |
| 2010 | Cesana | Costanza Zanoletti | Elena Mandrino            | Teresita Bramante Vallana |
| 2011 | Cesana | Elena Mandrino     | Teresita Bramante Vallana | Marina Riva               |
| 2012 | Igls   | Giulia Carpin      | Elena Mandrino            | Marina Riva               |
| 2013 | Igls   | Giulia Carpin      | Guendalina Bergonzoni     | –                         |
| 2014 | Igls   | Giulia Carpin      | Guendalina Bergonzoni     | –                         |
| 2015 | Igls   | –                  | –                         | –                         |

## Titelgewinner
- Platz: Gibt die Reihenfolge der Sportler wieder. Diese wird durch die Anzahl der Titel bestimmt.
- Name: Nennt den Namen des Sportlers.
- Von: Das Jahr, in dem der Sportler zum ersten Mal Meister wurde.
- Bis: Das Jahr, in dem der Sportler zum letzten Mal Meister wurde.
- Titel: Nennt die Anzahl der gewonnenen Meistertitel.

### Männer
| Platz | Name               | Von  | Bis  | Titel |
| ----- | ------------------ | ---- | ---- | ----- |
| 1.    | Stefano Maldifassi | 1999 | 2003 | 5     |
| 1.    | Maurizio Oioli     | 2004 | 2012 | 5     |
| 3.    | Renato Bussola     | 1995 | 1997 | 3     |
| 3.    | Alberto Polacchi   | 2005 | 2007 | 3     |
| 5.    | Joseph Cecchini    | 2013 | 2015 | 2     |
| 6.    | Oliver Filippin    | 1992 | 1992 | 1     |
| 6.    | Marco Filippin     | 1993 | 1993 | 1     |
| 6.    | Emmanuel Pilloni   | 1994 | 1994 | 1     |
| 6.    | Christian Steger   | 1998 | 1998 | 1     |
| 6.    | Nicola Drocco      | 2008 | 2008 | 1     |
| 6.    | Mattia Gaspari     | 2014 | 2014 | 1     |

### Frauen
| Platz | Name               | Von  | Bis  | Titel |
| ----- | ------------------ | ---- | ---- | ----- |
| 1.    | Costanza Zanoletti | 2005 | 2010 | 6     |
| 2.    | Dany Locati        | 1999 | 2004 | 5     |
| 3.    | Giulia Carpin      | 2012 | 2014 | 3     |
| 4.    | Elena Mandrino     | 2011 | 2011 | 1     |
| 4.    | Lucia Sitzia       | 2002 | 2002 | 1     |